# Casasola (Spagna)
Casasola è un comune spagnolo di 151 abitanti situato nella comunità autonoma di Castiglia e León.